# Ettumanoor
Ettumanoor es una ciudad censal situada en el distrito de Kottayam en el estado de Kerala (India). Su población es de 26993 habitantes (2011). Se encuentra a 11 km de Kottayam y a 63km de Cochin.

## Demografía
Según el censo de 2011 la población de Ettumanoor era de 26993 habitantes, de los cuales 13273 eran hombres y 13720 eran mujeres. Ettumanoor tiene una tasa media de alfabetización del 97,67%, superior a la media estatal del 94%: la alfabetización masculina es del 98,20%, y la alfabetización femenina del 97,15%.

## Economía
El polo industrial que rige bajo las autoridades del gobierno de Kerala y el centro de producción bajo el gobierno nacional de la India son factores importantes para la economía de la ciudad. Los principales productos locales incluyen persianas enrollables, productos de panadería, productos de goma y de madera, entre otros.